# Melk (drank)

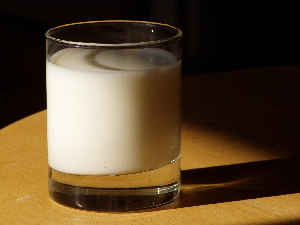
Glas melk

Melk is een vloeistof (een emulsie van vetdruppels in water) die door vrouwelijke zoogdieren wordt geproduceerd die net een nakomeling hebben gebaard, en die als voedsel dient voor die nakomeling. Melk bestaat uit water, vetten, eiwitten, lactose en zouten. De melk die mensen produceren heet moedermelk.

## Soorten

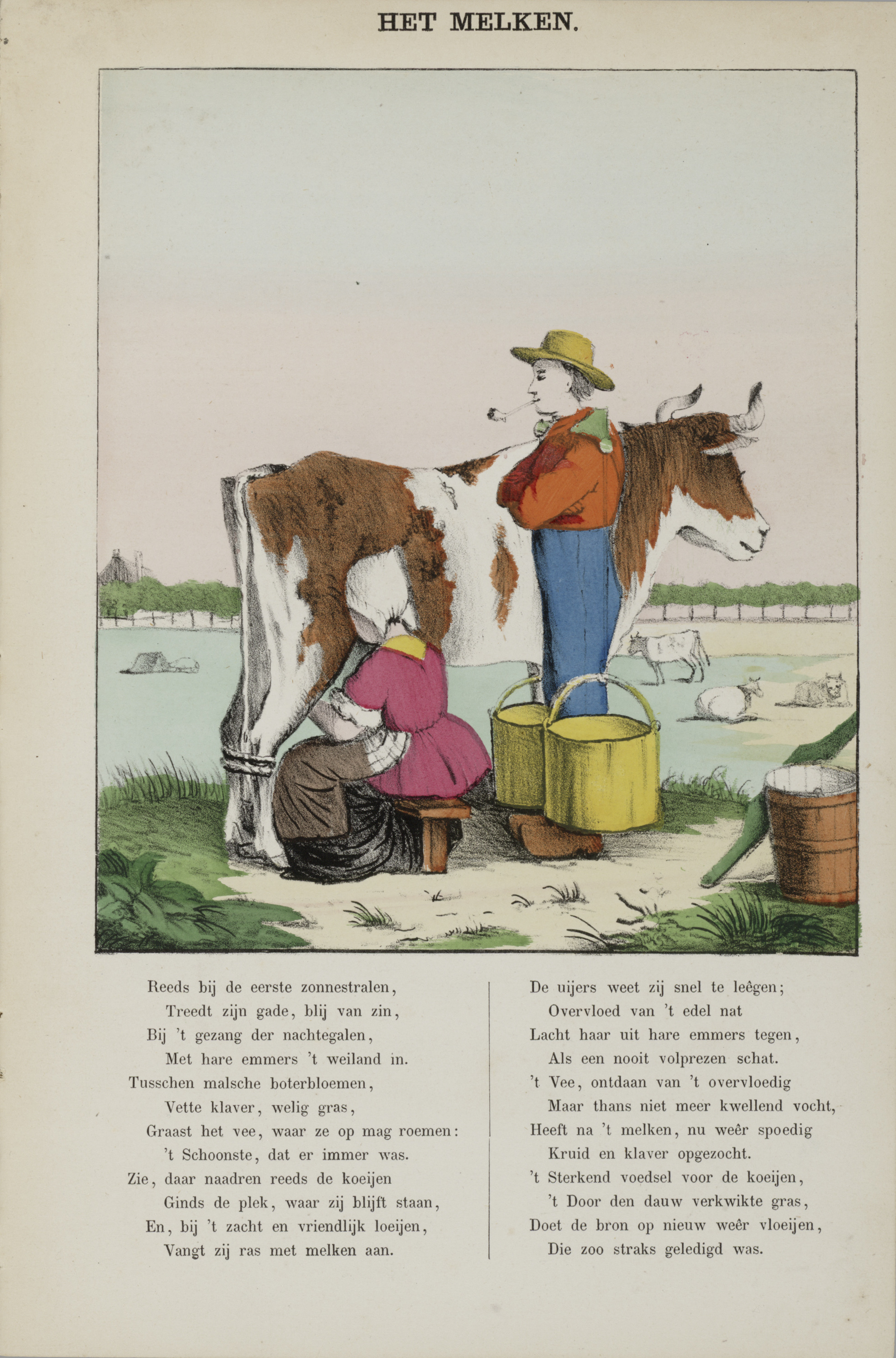
Het melken
Illustratie uit een negentiende-eeuws prentenboek

Heeft men het over "melk", dan wordt daar over het algemeen koemelk mee bedoeld. Het woord melk is afkomstig uit het Middelnederlands, in circa 1253 gesignaleerd. In het Oudnederlands komt het woord mlechan voor. Andere varianten hierop zijn: milch, mælk en mlec.
Voor de verwerking van melk voor de voedingsmiddelenindustrie wordt meestal koemelk of geitenmelk gebruikt. Op veel kleinere schaal worden schapenmelk, buffelmelk en kamelenmelk gebruikt. In Europa, Turkije en Rusland wordt ook paardenmelk geproduceerd. Buffelmelk wordt vrijwel uitsluitend voor de productie van kaas gebruikt. Vroeger werd ezelinnenmelk gebruikt als vervanger voor moedermelk, omdat het qua samenstelling sterk overeenkomt. In het noorden van Scandinavië en Rusland wordt ook rendiermelk gebruikt, in Rusland zelfs elandenmelk. In Centraal-Azië en Tibet wordt de melk van jaks gebruikt.

## Vetgehalte
Melk bevat melkvet. Bij rauwe koemelk is het percentage melkvet afhankelijk van het ras, de individuele koe, de voeding en het seizoen.

### Melkstandaardisatie
In 1940 werd in Nederland de melkstandaardisatie ingevoerd, dat het minimale en maximale vetgehalte bepaalt voor (afgeroomde) melk die onder verschillende benamingen mag worden verkocht. De huidige regels zijn vastgelegd in het Warenwetbesluit Zuivel. De kwaliteit van melk wisselt door het jaar heen. Afhankelijk van de omstandigheden is de melk iets magerder of voller. Omdat fabrikanten en de overheid  een uniform product willen, wordt verse melk standaard afgeroomd tot een percentage van 3,5%. 'Volle melk' in een supermarkt is daardoor niet als 'echt' vol te beschouwen aangezien er een vetstandaardisering op is uitgevoerd.

### Vastgestelde vetgehalten melk
De standaarden voor vetgehalten zijn als volgt:
- Volle melk: 3,5 procent vet;
- Halfvolle melk: 1,5 tot 1,8 procent vet;
- Magere melk: minder dan 0,5 procent vet.

Door Van Grieken (melkbedrijf) werd in 1968 halfom geïntroduceerd. Dit was halfvolle melk, die om juridische redenen nog niet zo genoemd mocht worden en een vetpercentage bezat van 1,5%. Later, toen het product goedkeuring had gekregen, mocht deze benaming wel worden gehanteerd en de productie ervan werd door andere melkverwerkende bedrijven nagevolgd, waardoor het aandeel halfvolle melk in de productie van melk steeg naar 85%.

## Verwerking

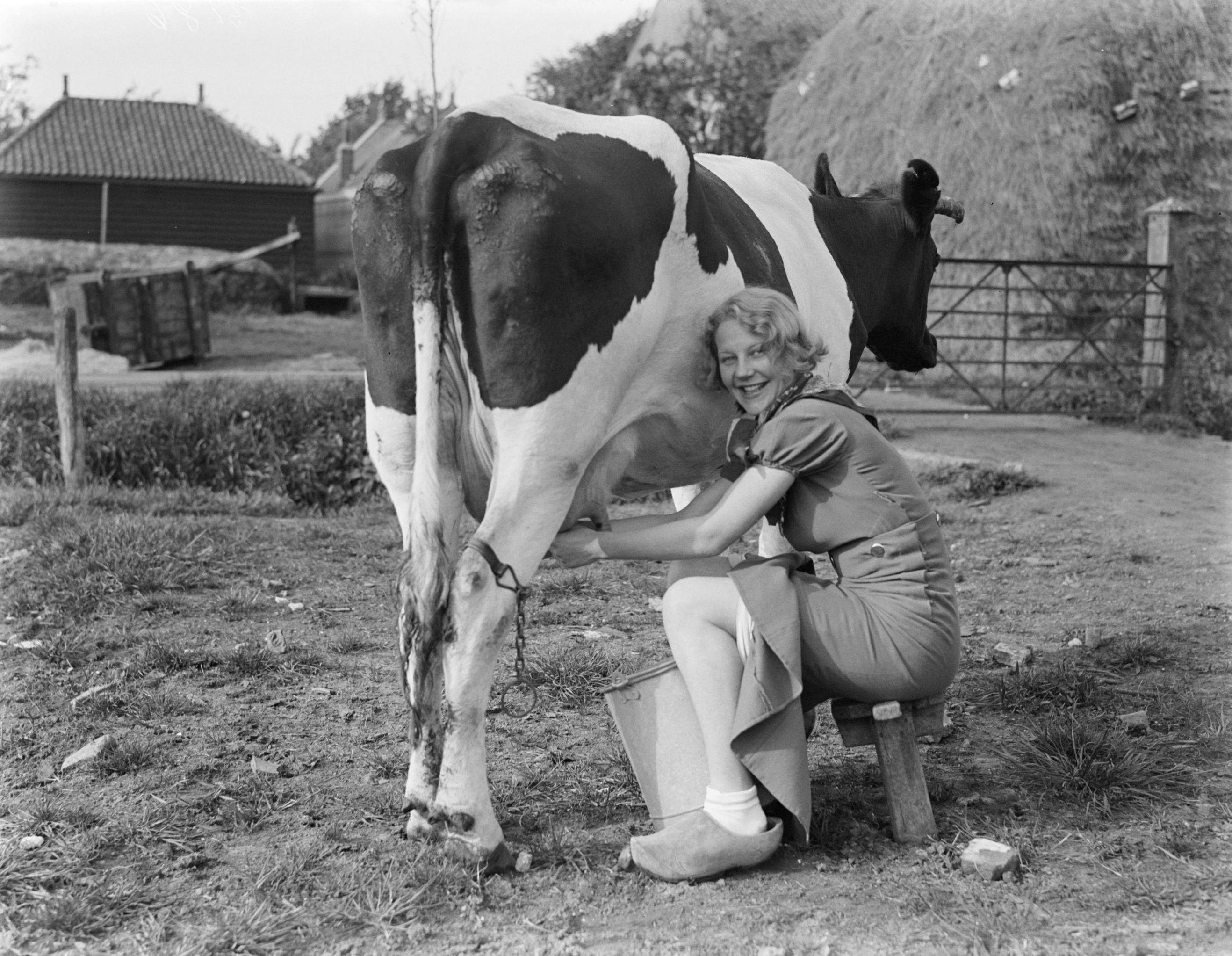
Met de hand een koe melken

Om melk langer houdbaar te maken moeten de meeste bacteriën worden gedood. Daarom ondergaat rauwe melk in de zuivelfabriek een aantal bewerkingen. Gekookte melk heeft echter een sterk veranderde smaak. De kunst is een compromis te vinden tussen houdbaarheid en smaak. Gebruikelijke bewerkingen zijn:
- thermiseren, 15-20 seconden verhitten bij 65 °C
- pasteuriseren, vanaf 15 seconden verhitten bij een temperatuur vanaf 72 °C
- steriliseren, verhitten op 120 °C
- UHT-sterilisatie, kortstondig verhitten op ultra hoge temperatuur, ca. 140 °C
- bactofugen, bewerken in een speciaal type centrifuge om melk te zuiveren van bacteriën en sporen
- koken, verhitten totdat de melk kookt, wordt in het algemeen niet fabrieksmatig toegepast
- wellen, van biest

Uit melk kunnen diverse zuivelproducten worden gemaakt, zoals yoghurt, karnemelk, vla, kwark, kaas, slagroom, roomijs en boter.

## Allergische reacties

### Koemelkallergie
Bij sommige mensen reageert het immuunsysteem abnormaal op koemelkeiwitten waardoor ze eczeem op de huid ontwikkelen. Dit komt vooral voor bij zuigelingen en jonge kinderen. Twee tot zes procent van de baby's heeft deze allergie. Meestal hebben ze hier op latere leeftijd geen last meer van.

### Lactose-intolerantie

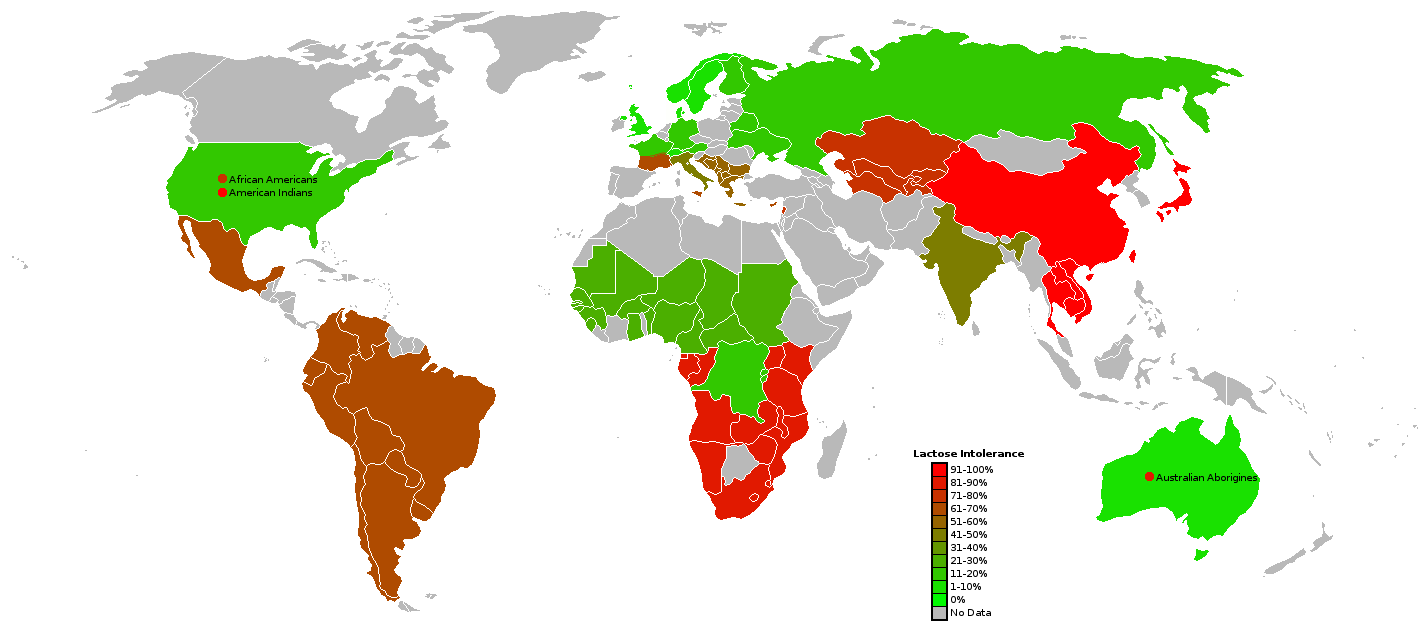
Lactose-intolerantie over de wereld

Een liter melk of yoghurt bevat gemiddeld 40 gram suiker (4 gram per 100 ml) in de vorm van lactose. Het merendeel van de mensheid (met uitzondering van zeer jonge kinderen) is lactose-intolerant; zij hebben een onvermogen om melksuikers te verteren, waardoor ze darmklachten oplopen. Uitzondering hierop vormen voornamelijk volkeren met een Europese origine, wat kan worden verklaard door het feit dat Europeanen als een van de weinige volkeren al duizenden jaren zuivelproducten consumeren. In Azië, het Midden-Oosten, Afrika en Latijns-Amerika is de meerderheid van de bevolking lactose-intolerant. Dit geldt ook voor bijna de helft van de bevolking van het zuiden van Europa. Ondanks dat de meerderheid van de wereldbevolking lactose-intolerant is en de westerse mens tot een paar duizend jaar geleden zelf ook, wordt lactose-intolerantie in de westerse wereld toch als een ernstige aandoening gezien.
In kaas is de lactose door melkfermenten omgezet in water en kooldioxide. Kaas is dus een betere keuze dan melk of yoghurt voor mensen met lactose-intolerantie of prikkelbaredarmsyndroom.
De lactose bestaat uit twee suikers, de helft glucose en de andere helft galactose. Van galactose is door middel van wetenschappelijk onderzoek aangetoond dat het bij muizen neurodegeneratieve schade, een verhoging van stresshormonen, een verlaging van werkzame antioxidanten in het bloed en chronisch geheugenverlies veroorzaakt.

## Alternatieven
Voor wie geen dierlijke melk kan of wil drinken zijn er melkvervangers ontwikkeld die lijken op melk, zoals amandelmelk, soyamelk en havermelk. Deze hebben over het algemeen weinig voedingswaarde en sommige varianten bevatten veel toegevoegde suiker.

## Tabel voedingsstoffen
Gemiddelde hoeveelheden per 100 ml
|             | vrouw | koe   | geit  | schaap | paard | buffel | kameel | ezel  | rendier | jak   |
| ----------- | ----- | ----- | ----- | ------ | ----- | ------ | ------ | ----- | ------- | ----- |
| eiwit       | 1,5 g | 3,5 g | 3,8 g | 5,2 g  | 2,1 g | 4,0 g  | 3,4 g  |       |         |       |
| vet         | 4,0 g | 3,4 g | 4,1 g | 6,2 g  | 1,3 g | 8,0 g  | 4,2 g  | 1,4 g | 18,0 g  | 9,0 g |
| melksuiker  | 6,9 g | 4,6 g | 4,4 g | 4,2 g  | 6,3 g | 4,9 g  | 4,3 g  | 6,3 g | 2,8 g   |       |
| reststoffen | 0,3 g | 0,8 g | 1,9 g | 0,9 g  | 0,4 g |        |        | 0,4 g | 1,5 g   |       |

## Verband tussen het drinken van melk en botsterkte
In melkdrinkende landen heerst een wijdverspreid geloof dat het drinken van (koe)melk zorgt voor sterke botten en kinderen groeien daar van jongs af aan op met het idee dat ze om die reden elke dag melk moeten drinken (zoals ook terug te zien in het spreekwoord ‘melk is goed voor elk’). De laatste jaren zijn er echter verschillende onderzoeken gepubliceerd die daar grote vraagtekens bij zetten.
Zo toonde een Amerikaanse studie uit 1997 aan dat de consumptie van melk en de inname van calcium door volwassen vrouwen niet leidt tot een lagere kans op heupfracturen of een gebroken onderarm. Een studie uitgevoerd door wetenschappers uit verschillende landen en gepubliceerd in 2004 liet zien dat een lage consumptie van melk geen grotere kans op botbreuken tot gevolg heeft. Volgens een Amerikaanse studie uit 2014 verlaagt het drinken van melk tijdens de tienerjaren niet de kans op een heupfractuur op volwassen leeftijd.
Er zijn onderzoeken die hebben aangetoond dat het drinken van melk de kans op botbreuken juist vergroot. Zo blijkt uit Zweeds onderzoek uit 2014 dat zowel vrouwen als mannen die meer dan drie glazen melk per dag drinken een vergrote kans op botbreuken hebben. En een onderzoek uit 2016 dat 40 landen met elkaar vergeleek, kwam tot de conclusie dat de consumptie van zuivel gepaard gaat met een verhoogde kans op een heupfractuur.
In een uitzending van Tros Radar stelde de Amerikaanse biochemicus T. C. Campbell dat dierlijke eiwitten in melk zuren aanmaken die het lichaam neutraliseert door calcium te onttrekken aan de botten, waardoor melk per saldo de botten juist zou verzwakken. Dit zou volgens hem bevestigd worden door het feit dat in landen waar veel zuivel geconsumeerd wordt, osteoporose meer voorkomt dan in landen waar weinig zuivel wordt geconsumeerd. Er zijn onderzoeken die deze veronderstelling tegenspreken, deze stellen dat de toegenomen hoeveelheid calcium niet van botten afkomt en dat botten niet verzwakt worden door dierlijke eiwitten.

## Bezwaren tegen het gebruik van melk als voedingsmiddel
Er worden bezwaren geuit met betrekking tot het gebruiken van melk en melkproducten. De argumenten van tegenstanders van het nuttigen van melk zijn met name de volgende:
- Het zou onnatuurlijk zijn dat mensen na de zoogperiode nog melk blijven drinken en dan ook nog eens van een andere diersoort. Daarbij wordt vaak de vergelijking gemaakt dat koemelk voor kalfjes is zoals moedermelk voor baby's is.
- Melk zou geen noodzakelijk voedsel zijn omdat de voedingsstoffen van melk ook in andere producten voldoende aanwezig zijn. Voor dit argument wordt vaak gewezen op landen waar de bevolking (onder andere wegens lactose-intolerantie) weinig melk en andere zuivelproducten gebruikt, maar toch gezond is. Zo heeft Japan een heel lage zuivelconsumptie per hoofd van de bevolking, maar de hoogste levensverwachting ter wereld.
- Uit wetenschappelijk onderzoek is gebleken dat het drinken van melk eerder tot zwakkere dan tot sterkere botten leidt.[6][7][8][9][10][11]
- Volgens verschillende wetenschappelijke studies bestaat er een verband tussen de consumptie van melk en prostaatkanker.[13][14][15][16][17]
- Uit Zweeds wetenschappelijk onderzoek is gebleken dat het drinken van melk de kans op eierstokkanker vergroot.[18]
- Uit verschillende wetenschappelijke onderzoeken is gebleken dat de consumptie van melk de kans op acne vergroot.[19]
- De productie van melk zou gepaard gaan met dierenleed. Voor dit argument worden verschillende voorbeelden aangedragen. Zo worden koeien steeds opnieuw zwanger gemaakt om te bevallen van een kalf dat binnen een paar dagen al bij de moeder wordt weggehaald. Daarnaast worden stiertjes vaak al snel gedood (omdat ze geen melk kunnen geven) en wordt de koe na elke bevalling steeds weer gedwongen om grote hoeveelheden melk te geven. Bij een moderne bedrijfsvoering komen de dieren niet of weinig buiten.
- De productie van melk zou slecht zijn voor het milieu vanwege de grote hoeveelheden voedsel, waaronder veel krachtvoer, die nodig zijn voor de koeien. Daarnaast stoten de koeien grote hoeveelheden methaan uit, een sterker broeikasgas dan kooldioxide. Volgens het RIVM is er een oorzakelijk verband tussen de uitstoot van stikstof en de melkveehouderij.

## Trivia
Melk kan ook slaan op het vocht dat sommige planten produceren. Het heet dan melksap.

## Wereldwijde productie
| Topproducenten van koeienmelk 2018 | Topproducenten van koeienmelk 2018 |
| Land                               | Productie (ton)                    |
| ---------------------------------- | ---------------------------------- |
| Verenigde Staten                   | 98.690.477                         |
| India                              | 90.000.000                         |
| Brazilië                           | 33.839.864                         |
| Duitsland                          | 33.064.833                         |
| China                              | 30.745.600                         |
| Rusland                            | 30.345.525                         |
| Frankrijk                          | 25.541.269                         |
| Nieuw-Zeeland                      | 21.392.000                         |
| Turkije                            | 20.036.877                         |
| Pakistan                           | 16.722.000                         |
| Verenigd Koninkrijk                | 15.311.000                         |
| Polen                              | 14.171.153                         |
| Mexico                             | 12.005.692                         |
| Italië                             | 11.944.450                         |
| Nederland                          | 10.634.163                         |
| Argentinië                         | 10.526.600                         |
| Oezbekistan                        | 10.415.660                         |
| Oekraïne                           | 10.064.000                         |
| Australië                          | 9.289.000                          |
| Ierland                            | 7.810.260                          |